# Vörös Ujság
Vörös Ujság legális kommunista lap. 1918. december 7-én az első magyar köztársaság idején adták közre először Magyarországon  négyoldalnyi terjedelemben, hetenként kétszer, majd 1919 január végétől hetenként háromszor. A Magyarországi Tanácsköztársaság kikiáltása (1919. március 21.) után napilappá szerveződött, s két nappal a Tanácsköztársaság bukása (1919. augusztus 1.) után (1919. augusztus 3.) jelent meg utolsó, 151. száma. Székhely: Budapest. Anyagilag a KMP tagjai tartották fenn és terjesztették.

## Az indulás
1918. november 4-én az oroszországi magyar hadifoglyok által létrehozott OK(b)P magyar csoportja értekezletet tartott, melyen elhatározták, hogy a csoport hazairányított tagjai november 6-tól kezdve kis csoportokban indulnak Magyarországra. Az első hazautazók között volt Kun Béla, aki november 17-én ért Budapestre. Kunnak egy új kommunista párt megalapítása mellett a hadifogoly kommunisták által Harkovban kiadott Vörös Ujság Magyarországon való létrehozása is fontos volt. Borsányi György történész szerint „A Vörös Ujság létrehozása Kun Bélának szívügye volt”. Kun itthon felvette a kapcsolatot a szociáldemokrata pártból kizárt forradalmárokkal (Korvin Ottóval, Hevesi Gyulával és másokkal), akik megtalálták a kapcsolatot a Magyarországon működő orosz hadifoglyokkal, melyek vezetője többek közt Vlagyimir Uraszov volt. Kun őt bevonta mind a pártalapítási munkálatokba, mind pedig a Vörös Ujság szervezésébe. Az 1918. november 24-én Kelen József lakásán tartott gyűlésen nem csak a KMP megalapításáról döntöttek, hanem a Vörös Ujság kiadásáról is. A munkálatokban részt vett Uraszov és Seidler Ernő; ők szervezték a nyomdát. Garami Ernő kereskedelmi miniszter nem adott papírt az újság számára, mivel azt csak azok a sajtóorgánumok kaphattak, melyek 1918. március 31. óta folyamatosan megjelentek, így a papírt a kommunisták rendszeresen a feketepiacon szerezték be. A magas árakról a Vörös Ujság 1919. január 15-én ekképp írt: "...hihetetlen uzsoraárakat vagyunk kénytelenek fizetni a Vörös Ujság papírjáért." Vágó Béla szerint még az a gondolat is felmerült, hogy megvásárolnak egy eladósodott napilapot. A nyomda szervezéséhez, a papír és egyebek megvásárlásához részben a KMP tagjai által adott, részben pedig az Oroszországból hozott pénzt használták fel. Az első szám 1918. december 7-én készült el a József Nádor tér 12. alatt lévő Wallenstein Nyomdában. Az első példány kinyomása előtt valaki kikapcsolta az áramot, így a nyomógép kerekét kézzel kellett forgatni. Ezt örökíti meg Balázs Béla "Ég a Tisza" című filmjében.
A főszerkesztői feladatokat először Vágó Béla látta, a szerkesztőbizottság tagjai pedig az alábbiak lettek: László Jenő, Rudas László, Vágó Béla, Kun Béla. A lap belső munkatársa volt többek közt Boross F. László (szerkesztőségi titkár), Lengyel József, Hajdu Pál (segédtitkár), Komját Aladár, László Jenő (technikai szerkesztő és terjesztő), Rudas László, Jancsó Károly és Révai József. A kiadóhivatalt eleinte Hajdu Pál, később Szamuely Zoltán vezette. A lap vezércikkeit jobbára Rudas László, olykor pedig Kun Béla írta. A szerkesztőség az Ügynök utcában volt a mai Kresz Géza utca 17. alatt, ahol Kun lakott. Később átkerült a Visegrádi utcába, ahol nemcsak Szamuelynek, a lap szerkesztőjének volt lakása, hanem a párt székháza is ebben az utcában volt. A párttagoknak feladata volt a tagdíj (akkor "pártadó") fizetése mellett a Vörös Újság terjesztése is.

## Az első vezércikk
A Vörös Ujság a KMP legfőbb – de nem egyetlen – sajtóorgánumaként az első számban a párt programját is közölte. Az Osztályharcot! című programadó vezércikket Kun Béla írta. Ebben kritikával illette a szociáldemokratákat: szerinte Kunfi Zsigmond „csak hat hétre tetette jégre a magyar proletárral az osztályharcot és osztálygyűlöletet” és a Népszava beéri a parlamentarizmus és a választójog általános követeléseivel. Kun álláspontja szerint ez már nem elegendő, így a szociáldemokraták harcának nincs valódi célja, amit csak tetéz, hogy az általuk támogatott világháború „anarchiába döntötte a termelést”. Mindezekből azt a konklúziót vonta le, hogy „az egyetlen kiút a szocializmus” és a proletariátust a kommunistáknak kell vezetni, amivel gyakorlatilag az újság létrehozását is megindokolta.

A Vörös Újság első lapszáma
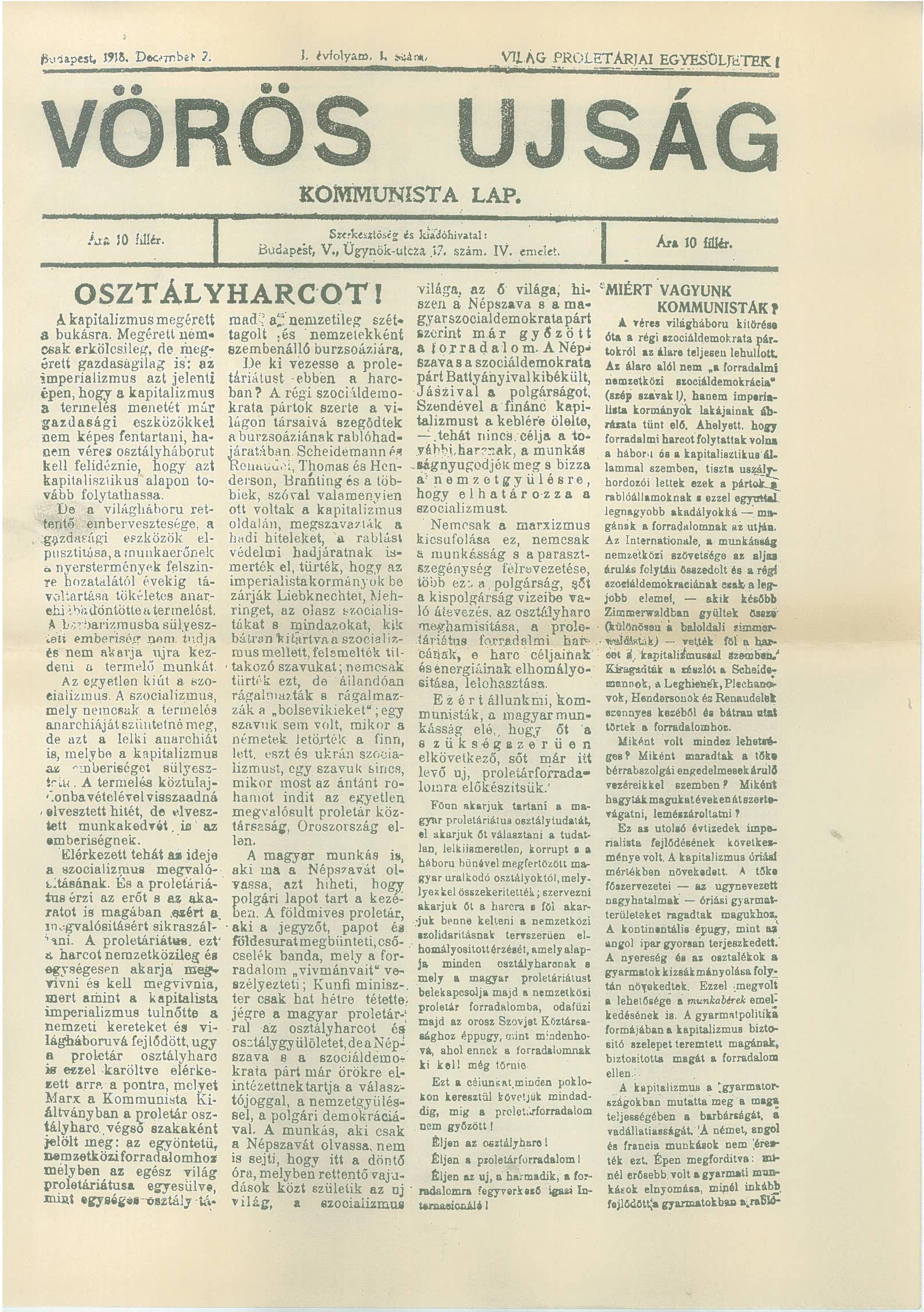
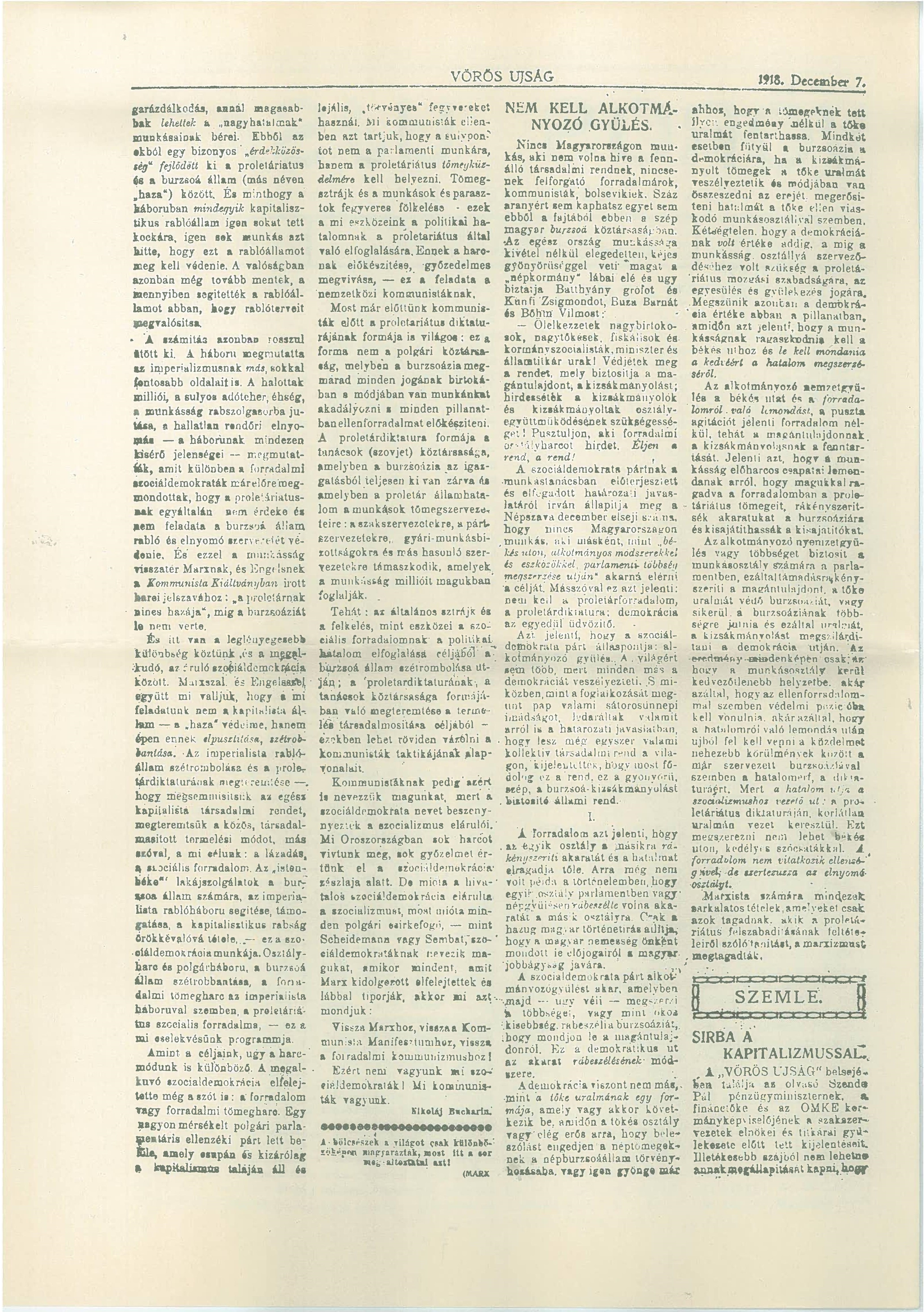
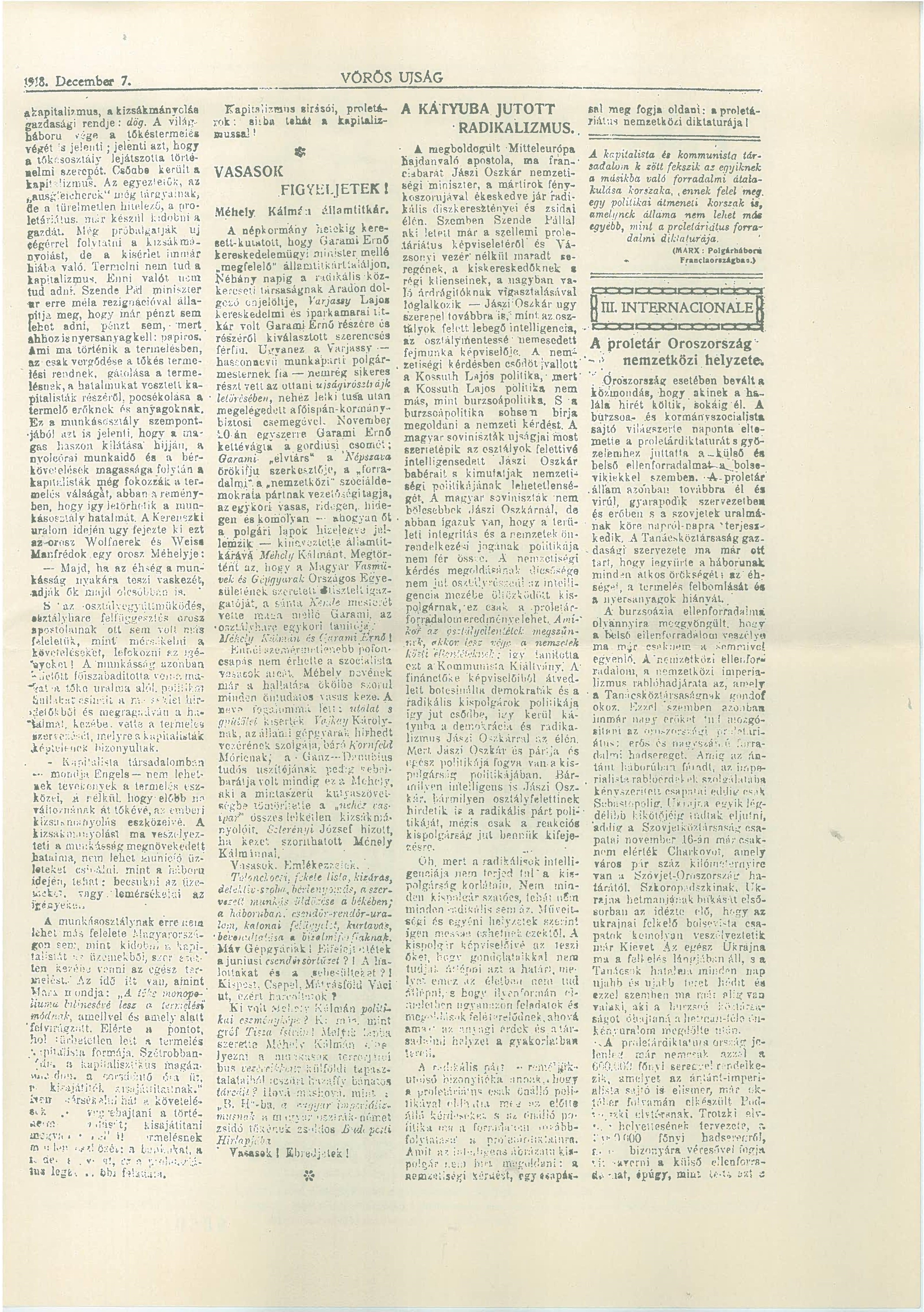
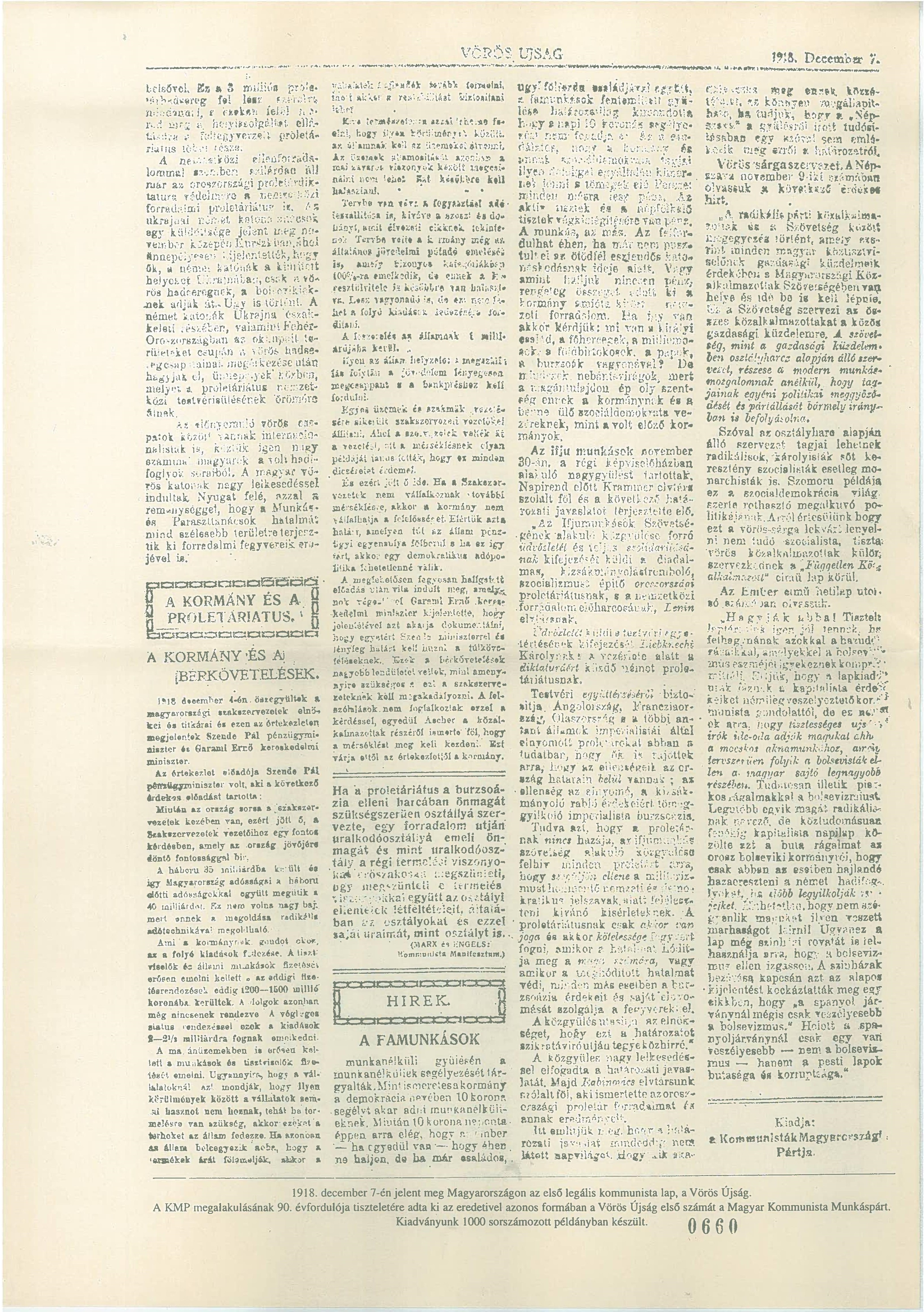
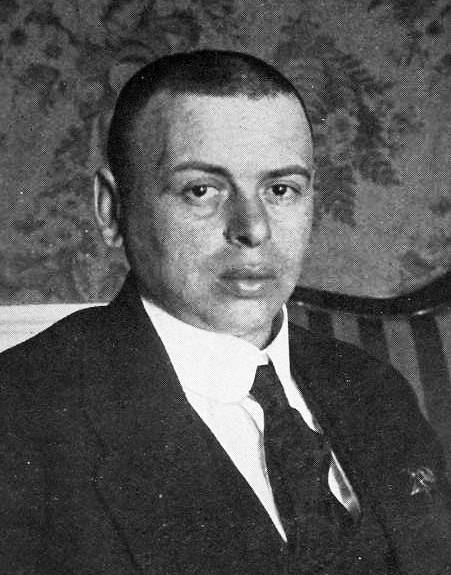
Kun Béla a Vörös Ujság első vezércikkének írója

## ATanácsköztársaságkikiáltásáig
1919 januárjában vette át a lap szerkesztését Szamuely. Az év elején nőtt a lap kiadásainak száma, és a sikert jelzi az is, hogy ekkor emelték fel egy példányának árát 10 fillérről 24-re. A példányszám-növekedés miatt új nyomdát kellett használni. A Reviczky téren vett a kommunista párt egy nyomdát, ám februárra már ezt is kinőtték, más nyomdákat is az ügy érdekébe kellett állítani. A sikerre felfigyelt a Berinkey-kormány, illetve a szociáldemokrata párt is. Február 3-án házkutatást tartott a rendőrség a Vörös Ujság szerkesztőségében, de nem találtak semmit. 
 Február 20-án Kun beszédet tartott a Vigadóban munkanélkülieknek. A hallgatóság átvonult a Vörös Ujság szerkesztőségéhez, hol újabb szónoklatokat hallgattak meg, majd a Népszava elé vonultak tüntetni. Itt a fegyveres tüntetők be akartak hatolni, ám ezt a rendőrök nem engedték. Tűzharc alakult ki, amelyben több rendőr és tüntető meghalt. A kormány emiatt még aznap Dietz Károly budapesti főkapitány vezetésével letartóztatta a kommunista vezetőket. A letartóztatásról a kommunisták hamarább értesültek, s iratokat rejtettek el, Szamuely pedig illegalitásba vonult, a Vörös Ujság szerkesztőségét pedig a rendőrök lepecsételték.
A munkatársak letartóztatása után a Vörös Ujságot, a Nagyváradi Vörös Ujság helyettesítette a fővárosban. Ezt Jancsó Károly szerkesztette. Ugyanakkor a Vörös Ujság is megjelent Budapesten, Lukács György szerkesztésében. Erről viszont Jancsóék nem tudtak, egészen március elejéig, mikor a két újság egyesült.
Március elején a főszerkesztő Rákos Ferenc lett, kit Szamuely bízott meg, hogy helyettesítse őt, ha esetleg letartóztatnák. A szerkesztőségi tagok az alábbiak lettek: Alpári Gyula, Bolgár Elek, Lukács György és Révai József. Egyes források szerint maga Szamuely is részt vett a szerkesztésben.

## A Tanácsköztársaság kikiáltásától a bécsi emigrációig
A Tanácsköztársaság kikiáltása után a lap szerkesztését az illegalitásból visszatérő Szamuely vette át. A szerkesztőség átköltözött a Budapesti Hírlap szerkesztőségének helyére a Rökk Szilárd utca 4. alá, s a Vörös Ujság napilappá alakult. Szamuely viszont csak rövid ideig maradt újra főszerkesztő, hamarosan Jancsó Károly vette át ezt a szerepet (március 23-án).
Érdekes módon a proletárdiktatúra kikiáltása után a kommunisták számaránya a szerkesztőségben csökkent. Részben amiatt, mert az újság korábbi munkatársainak március 21-től megváltozott a munkaköre: Szamuely, Kun, Vágó, Bolgár Elek és Alpári Gyula népbiztosokká lettek, Rákos a Budapesti Forradalmi Törvényszék elnöke lett, László Jenő pedig politikai biztosként működött különböző törvényszékeknél. A Vörös Ujság szerkesztőségében több volt szociáldemokrata és polgári radikális is dolgozott, s a Budapesti Hírlaptól is alkalmazták a maradókat.
1919 május végén a főszerkesztő Jancsó Károly helyett Rudas László lett. Lengyel József szerint erre azért volt szükség, mert Jancsónak "hiányzott hozzá a marxista képzettsége".
Július elejétől a Vörös Ujság már nem 8, hanem 6 oldal terjedelemben jelent meg. Július végén már megfelelő papírkészlet sem állt rendelkezésre, a Vörös Ujságot barna csomagolópapírra nyomtatták. A lap utolsó száma augusztus legelején jelent meg. Ebben tájékoztatják a polgárokat Forradalmi Kormányzótanács lemondásáról, a Peidl-kormány megalakulásáról. A Vörös Ujság utóda a Lőwy Ödön által szerkesztett Esti Népszava lett, ám tényleges utódnak ezt nem tekinthetjük, hiszen ez a lap szociáldemokrata álláspontot képviselt. A Vörös Ujság mely a bécsi emigrációban újra megjelent 1920. június 20-án "Proletár" néven hetilappá alakult át.

## Különleges kiadások
A Vörös Ujság olykor – különböző fontosabb hírek közlésére – különkiadásokat hozott létre. 1919. április 7-én a Bajor Tanácsköztársaság létrejöttéről adtak hírt ekképp. Június 11-én újabb rendkívüli kiadásban számoltak be a Clemenceau-jegyzékről.

## Újbóli közreadás
- Vörös Újság : válogatott cikkek, szemelvények / [sajtó alá rend. Magyar Újságírók Országos Szövetsége, Sajtótudományi Bizottság]. [Budapest] : Zrínyi Ny., [1968]. 101 p. (Mini-könyv, a Vörös Újság megjelenése 50. évfordulójának tiszteletére adták ki.)

## Munkatársai
- Antal Sándor
- Aranyossi Pál
- Bodó Pál
- Boross F. László
- Bárdos Gyula
- Szamuely László
- Darvas Simon
- Diószeghy Tibor
- Gábor Emil
- Hajdu Pál
- Hajnal Jenő
- Lengyel József
- Lékai-Leitner Miksa
- Lőwy Ödön
- Dénes Zsófia
- Nagy Andor
- Révai József
- Róbert Oszkár
- Tölgy László

Lengyel József szerint Gárdos Mariska, Gárdos László, és Szakasits Antal is részt vett az újságírásban.